# 无穷

不同字體下的∞符號

無窮（英語：infinity，又稱無限大），來自於拉丁文的「infinitas」，即「沒有邊界」的意思。其數學符號為∞。它在科學、神學、哲學、數學和日常生活中有著不同的概念。通常使用這個詞的時候並不涉及它的更加技術層面的定義。
在神學方面，根據書面記載無窮這個符號最早被用於某些秘密宗教，通常代表人類中的神性，而書寫此符號時兩圓的不對等代表人神間的差距，例如神學家邓斯·司各脱（Duns Scotus）的著作中，上帝的無限能量是運用在無約束上，而不是運用在無限量上。在哲學方面，無窮可以歸因於空間和時間。在神學和哲學兩方面，無窮又作為無限，很多文章都探討過無限、絕對、上帝和芝諾悖論等的問題。
在數學方面，無窮與下述的主題或概念相關：數學的極限、阿列夫數、集合論中的類、戴德金無限集合、羅素悖論、超實數、射影幾何、擴展的實數軸以及絕對無限。在一些主題或概念中，無窮被認為是一個超越邊界而增加的概念，而不是一個數。

## 歷史

### 早期無限的觀點
最早關於無限的記載出現在印度的夜柔吠陀（公元前1200－900）。書中說：「如果你從無限中移走或添加一部分，剩下的還是無限。」
印度耆那教的經書《Surya Prajnapti》（c. 400 BC）把數分作三類：「可計的」、「不可計的」及「無限」。每一類再細分成三種階：
- 可計的：小的、中的與大的。
- 不可計的：接近不可計的、真正不可計的、沒有方法去計的，以及無限也包括在內。
- 無限：接近無限、真正無限與無窮無盡。

現代科學家解析古代羊皮卷中的阿基米德手稿（Archimedes Palimpsest），在殘卷《方法》命題14中，發現阿基米德開始計算無窮大的數目。他採取近似於19世紀微積分與集合論的手法，計算了兩組無窮大的集合，以求和的方法，證明它們之間的數目是相等的。
這是在人類記載上第一次出現無限也可以分類這一個念頭。

### 文藝復興時代至近代
伽利略最先發現一個集合跟它自己的真子集可以有相同的大小。
他用上一一對應的概念說明自然數集{1, 2, 3, 4, ...}跟子集平方數集{1, 4, 9, 16, ...}一樣多。就是1→1、2→4、3→9、4→16、.....
一一對應正是用於研究無限必要的手法。

## 數學中的無窮

### 無限大的符號
無限大的符號是{\displaystyle \infty }，其Unicode為U+221E ∞ INFINITY，在LaTeX中表示為\infty。
無限大的符號是1655年由約翰·沃利斯開始使用，在開始使用後，也用在數學以外的領域，例如現代神祕主義及符號學。

### 微積分及實分析中的無窮
莱布尼茨是提出許多有關其在數學中應用的猜測。對莱布尼茨而言，无穷大和無窮小量都是理想的實體，和一般數值的本質不同，不過有類似的性質。
在實分析中，符號{\displaystyle \infty }稱為「無窮大」，代表無界極限。{\displaystyle x\to +\infty }表示{\displaystyle x\quad }大於任意給定值，{\displaystyle x\to -\infty }表示{\displaystyle x\quad }小於任意給定值。
一函數積分的結果可能會是無限大，若對於所有的t，f(t) ≥ 0，則
- {\displaystyle \int _{a}^{b}\,f(t)\ dt\ =\infty } 意思是f(t) 在{\displaystyle a}到{\displaystyle b}的範圍內，其面積是無限大。
- {\displaystyle \int _{-\infty }^{\infty }\,f(t)\ dt\ =\infty }意思是在f(t)以下的總面積無限大。
- {\displaystyle \int _{-\infty }^{\infty }\,f(t)\ dt\ =a}意思是在f(t)以下的總面積是有限的，且總面積等於{\displaystyle a}。

無窮大也可以用來描述無窮級數：
- {\displaystyle \sum _{i=0}^{\infty }\,f(i)=a}意思是無窮級數的和會收斂到某一定值{\displaystyle a}。
- {\displaystyle \sum _{i=0}^{\infty }\,f(i)=\infty }意思是無窮級數的和會发散。

若將標記為{\displaystyle +\infty }和{\displaystyle -\infty }的點加入到實數組成的拓撲空間，就產生實數集的「兩點緊致化」。再加入代數屬性，就得到了扩展的实数轴。也可將{\displaystyle +\infty }和{\displaystyle -\infty }作為一個點，記作{\displaystyle \infty }，並得到實數的「一點緊致化」，也就是實射影線。射影幾何在平面幾何上引入無窮遠線，在高維上也有類似概念。

### 複變分析中的无穷
在複變分析中符號{\displaystyle \infty }是指沒有正負號的极限值。{\displaystyle x\rightarrow \infty }是指x的大小 {\displaystyle |x|}會超過任意給定的數值。可以在複數平面上加上无穷远点，變成一個拓扑空间，即為複數平面的一點紧化。若完成後，所得的平面是一維的复流形或黎曼曲面，稱為黎曼球面。也可以定義在其上的代數運算（不過有一個例外，無限大不能和本身相加）。另一方面，有無限大表示可以除以零，而對於任何不為0的複數z，{\displaystyle {\frac {z}{0}}=\infty }，因此可以將亚纯函数對映到黎曼球面上，只要將極點對應到无穷远点{\displaystyle \infty }即可。複變函數的定義域也可以加入无穷远点，例如莫比乌斯变换的函數。

### 無窮大和無窮小
一般講無窮指的都是無窮大，但是無窮小也是一種無窮。通過{\displaystyle y={\frac {1}{x}}}的映射即可把無窮大映射為無窮小。在微積分中，常用高階無窮小的概念。

### 無窮遠點
無窮遠點是一個加在實數軸上後得到實射影直線{\displaystyle \mathbb {R} P^{1}}的點。

### 集合論中的無窮

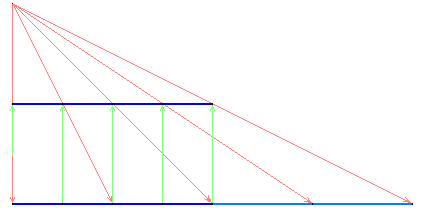
無窮集合和其真子集的一對一對應

在集合論中對無窮有不同的定義。德國數學家康托爾提出，對應於不同無窮集合的元素的個數（基數），有不同的「無窮」。
這裏比較不同的無窮的「大小」的時候，唯一的辦法就是通過是否可以建立「一一對應關係」來判斷，而拋棄了歐幾里得「整體大於部分」的看法。例如整數集和自然數集由於可以建立一一對應的關係，它們就具有相同的基數。
例如，
- 可數集合，如自然數集，整數集乃至有理數集對應的基數被定義為{\displaystyle \aleph _{0}}（阿列夫零）。
- 比可數集合「大」的稱之為不可數集合，如實數集，其基數與自然數的冪集相同，為{\displaystyle 2^{\aleph _{0}}}。
- 由於一個無窮集合的冪集總是具有比它本身更高的基數，所以通過構造一系列的冪集，可以證明超窮基數的個數是無窮的。然而有趣的是，超窮基數的個數比任何基數都多，從而它是一個比任何無窮大都要大的「無窮大」，它不能對應於一個基數，否則會產生某種形式的康托爾悖論。

### 幾何學和拓扑学
無限維的空間常用在幾何學及拓扑学中，尤其是在分類空間，也就是Eilenberg−MacLane空間。常見的例子包括無限維的複射影空間K(Z,2)，以及無限維的實射影空間K(Z/2Z,1)。

### 分形

科赫曲線的前四次迭代

分形的結構可以重覆的放大，分形可以無限次的放大，但不會變的圓滑，而且仍維持原有的結構，分形的周長是無限的，有些的面積無限，但有些的面積卻是有限。像科赫曲線就是有無限周長和有限面積的例子。

### 沒有無窮的數學
利奧波德·克羅內克懷疑無限的概念，也懷疑1870年代及1880年代時數學家使用無限的方式。這種懷疑主義形成一種稱為有限主義的數學哲學，是屬於數學結構主義及數學直覺主義中的一種極端形式。

## 物理中的無窮
在物理上，實數的近似會用在連續量的量測上，自然數的近似會用在離散的量測上。因此科學家假設沒有可觀察量會到無窮的數值，这是因为科学家很自然的，事实上已经是默认的接受了这样的事情：即在真实的物理场景里，是不存无穷大的可观测物理量的。例如在擴展的實數軸上取一個無窮的值，或是需要計算某個無窮次事件的次數。因此會預設沒有任何物體會有無窮的質量或是能量。有些事物的概念和無限有關，例如無限平面波，但現今尚沒有方法可以由實驗產生無限平面波。

## 電腦計算中的無窮
IEEE 754浮點數標準中定義了正無限大及負無限大，定義為溢位、除以零或其他異常程序的結果。
像Java及J語言等程式語言允許在程式中直接用類似常數的方式存取正負無限大。正負無限大可以作為最大元，因為比所有其他的數都大（或是小）。正負無限大也可以做為像排序、搜尋或窗函数等演算法中的哨兵值，找到這個值時可以結束計算。
在一些沒有最大或最小元素，但允許關係運算子多載的程式語言中，程式設計師也可以「創建」最大及最小元素。若語言不允許直接存取最大或最小元素，但有浮點數的形態，也可以用特定的運算產生正負無限大，再進行其他處理。
微软的 Visual Studio 用无穷大符号作为图标。

## 藝術及認知科學中的无穷
透视藝術使用了消失点或是無窮遠點的概念．也就是放在觀察者無窮遠處的一個點。因此畫家可以繪製有現實感空間及距離的作品。藝術家莫里茨·科内利斯·埃舍尔就常將無窮的概念用在他的作品中。
認知科學家喬治·萊考夫將數學及科學中無限的概念視為一個隱喻。這個觀點是基於簡單的無限隱喻，定義為一直遞增的數列<1,2,3,...>。
無限的符號常浪漫的表示永恆的愛，許多現代的珠寶就在其造型中加入無限的符號。
Crypton Future Media 的角色主唱系列中 CV-03 巡音流歌的人物形象即包含无穷大的符号以象征“循环、巡回”之意。